# Magnolie-familien
Magnolie-familien (Magnoliaceae) er en familie indenfor planteriget, der omfatter flere slægter, men kun arter af disse to ses almindeligt i Danmark:
| Slægter |

- Magnolie (Magnolia)
- Tulipantræ (Liriodendron)